# Cacia bituberosa
Cacia bituberosa là một loài bọ cánh cứng trong họ Cerambycidae.